# Hipoteza istiskivanja
Hipoteza istiskivanja (eng. crowding out) je naziv za tvrdnju da prekomjerno deficitarno trošenje države smanjuje privatne investicije i time na kraju slabe ekonomiju ukupnog državnog gospodarstva. Suprotni utjecaj od istiskivanja je takozvano ekonomsko utiskivanje.

## Kako djeluje mehanizam istiskivanja
Kada država započne projekt koji povećava državnu potrošnju, ako nema novčanih zaliha ili prihoda tada država mora posuditi novac ili u cijelosti ili u dijelu na tržištu novca kod komercijalnih banaka ili otići na slobodno tržište novca gdje će izdati dužničke obveznice koje će nositi određenu kamatu. Izdavanjem mjenica na slobodnom tržištu ili posuđivanjem novca kod komercijalnih banaka u velikim količinama dovest će do te situacije gdje će privatni ulagači i institucije umjesto ulaganja u privatne obveznice dio ili cijeli dio svog ulaganja u državne obveznice. S obzirom na to da državne obveznice nose manji rizik od neisplate ili ne ispunjavanja obveza nego privatne obveznice, ulagači su spremniji kupiti državne obveznice iako one nose manju kamatnu stopu. Ovim potezom država istiskuje privatne obveznice, koje sada nisu sposobne plasirati svoj dug na tržištu novca i tako im onemogućuju pristup jeftinijem novcu. Slična situacija događa se kada država ide posuđivati velike količine sredstava od domaćih i/ili stranih financijski kuća, i tako pokupe domaća i strana sredstva koja su recimo mogla biti usmjerena u privatne tvrtke i privatne investicije. Utjecaj istiskivanja ne mora biti tako dramatičan na ekonomiju neke države ako se stvarni BDP države višestruko poveća odnosno je mnogo veća nakon povećanja trošenja državnog sektora, i ako smanjivanje privatnih investicija u privatni dug nema negativni utjecaj na promjenu profitabilnosti ili povećanje cijene novca za privatne subjekte.
Istiskivanje se događa zbog efekta multiplikatora i ako neke mjere državna tijela nisu na vrijeme poduzela mjere dovest će do negativnih efekata na tržištu novca. Ovaj izražaj je toliko veći u gospodarstvima koja su manja, ili koje nemaju pristupu inozemnim sredstvima. Rastom BDP-a porast će potražnja za novcem za iznos koji je višestruko veći od povećanja trošenja države, zbog proširivanja aktivnosti u ekonomiji. Pošto su novčana sredstva u većoj potražnji postoje pritisci na cijene novca i na inflaciju. Veća potražnja za novcem i veća inflacija stvarat će pritisak tako da će središnja banka poduzeti politiku monetarnog stezanja. Za očekivati je porast kamatnjaka i ograničavanje kredita, što će, pak, povratno negativno djelovati na privatne investicije.
Na sljedećem grafu vidimo ekstrem koji se zove potpuno istiskivanje. Središnja banka podiže kamatnjake da potpuno poništi ekspanzionistički utjecaj državnih programa, a to za posljedicu ima smanjenje privatnih investicija upravo za isti iznos koliko se povećala državna potrošnja. Crvena crta predstavlja situaciju na početku s ravnotežom u E; strelica 1 označava da država povećava potrošnju od G na G'. To uzrokuje povećanje GDP-a na Q'; da ne bi došlo do inflacije dolazi do povećanja kamatnjaka, a strelica 2 označava posljedični pad privatnih investicija i uspostavljanje ravnoteže tamo gdje je i bila na početku E=E''.